# Edixon Perea
Edixon Perea Valencia (Cali, 1984. április 20. –) kolumbiai válogatott labdarúgó.

## Góljai a kolumbiai válogatottban
| #        | Dátum             | Ellenfél  | Eredmény | Kiírás                  | Esemény |
| -------- | ----------------- | --------- | -------- | ----------------------- | ------- |
| 1.       | 2004. július 9.   | Bolívia   | 1 – 0    | Copa América-csoportkör | 79' 90' |
| 2.       | 2005. január 15.  | Dél-Korea | 1 – 2    | barátságos mérkőzés     | 46' 75' |
| 3.       | 2005. február 23. | Mexikó    | 1 – 1    | barátságos mérkőzés     | 46' 58' |
| 4.       | 2005. június 4.   | Peru      | 5 – 0    | Vb-selejtező            | 65' 78' |
| 5.       | 2007. március 25. | Svájc     | 3 – 1    | barátságos mérkőzés     | 5' 68'  |
| 6.       | 2007. június 23.  | Ecuador   | 3 – 1    | barátságos mérkőzés     | 79' 84' |
| 7.       | 2007. július 3.   | Argentína | 2 – 4    | Copa América-csoportkör | 10' 67' |
| 8. és 9. | 2008. február 6.  | Uruguay   | 2 – 2    | barátságos mérkőzés     | 23' 73' |

## Pályafutása
Fiatalon hazájában játszott. Európában a francia Bordeaux csapatában debütált. Nem nagyon tudta megvetni itt a lábát, így hát távozott 3 év után, a brazil Grémiohoz. 2 év után újra visszatért Európába, de ez az időszak sem volt gyümölcsöző a spanyol másodosztályban mindössze 10 mérkőzésen lépett pályára, gólt nem szerzett. 1 évig játszott ezután a mexikói és a kínai első osztályban, valamint félévig szülővárosának csapatába is visszatért. 2013-ban 2 éves szerződést kötött a Budapest Honvéd csapatával.